# Albansk polyfoni

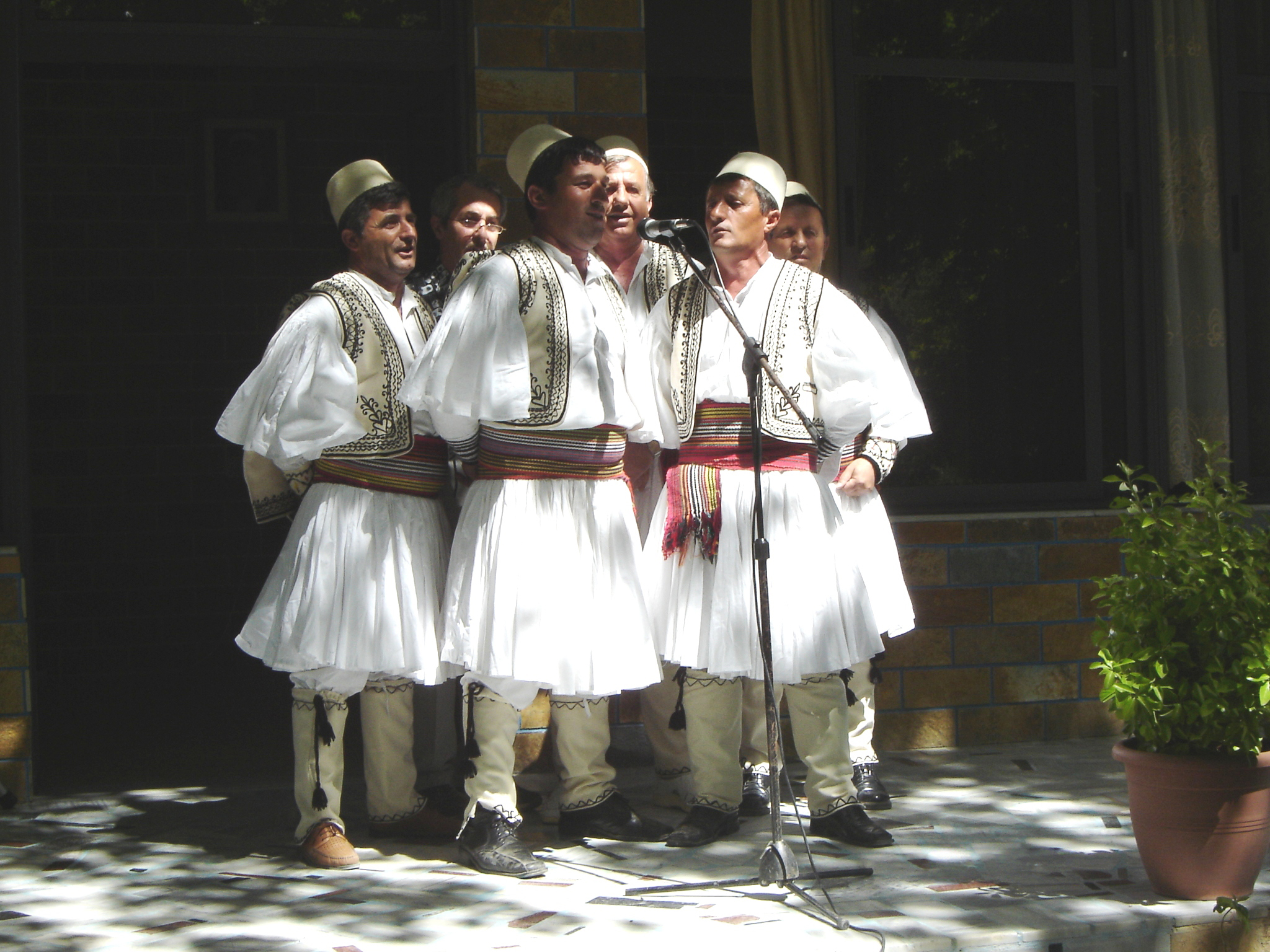
Ett uppträdande med albansk isopolyfoni i Skrapar i södra Albanien.

Albansk polyfoni, eller albansk folk-isopolyfoni, är en gammal sångtradition, klassad som "ett mästerverk i mänsklighetens muntliga och immateriella kulturarv" av Unesco år 2005.
I alla fyra regioner i Albanien: Myzeqeja, Toskerien, Tsamerien, och Laberien är sången en del av deras kultur.[källa behövs] En liknande form av polyfoni finns i nordalbanska områden: Peshkopia i Albanien; Kaçanik i Kosovo; Polog, Tetovo, Kičevo och Gostivar i Nordmakedonien samt Malësia i norra Albanien och södra Montenegro.[källa behövs]
Laberien är känt för dess sång i flera stämmor, där sångerna kan ha två, tre eller fyra stämmor.[källa behövs] Sånger i två stämmor sjungs endast av kvinnor.[källa behövs] Sånger i tre stämmor kan sjungas av både män och kvinnor. Sånger i fyra stämmor är en laberisk specialitet.[källa behövs] Forskning har visat att sångerna i fyra stämmor utvecklades efter sångerna i tre stämmor, och är den mest komplexa formen av polyfoni.[källa behövs]
Den nationella folkfestivalen i Gjirokastra i Albanien (på albanska: Festivali Folklorik Kombëtar i Gjirokastrës) hålls var femte år i oktober sedan 1968 och har inkluderat många sånger i polyfoni.[källa behövs]